# Crepa padrone, tutto va bene
Crepa padrone, tutto va bene (Tout va bien) è un film del 1972 diretto da Jean-Luc Godard e Jean-Pierre Gorin. Benché non riconosciuto ufficialmente, è l'ultimo lavoro nato dal Gruppo Dziga Vertov che i due animarono tra il 1969 e il 1972.
(Jean-Luc Godard, intervista su Le Monde, 27 aprile 1972.)

## Trama
Il film inizia con la sommaria presentazione di ciò che occorre per produrre un film: una mano firma degli assegni tratti sul conto della produzione e destinati a pagare i mezzi, gli attori, la sceneggiatura, etc; poi presenta i protagonisti, una coppia in crisi d'identità: lui, regista che non crede più all'impegno politico, né come persona né come artista, tira a campare filmando lavori pubblicitari di dubbia qualità; lei, Suzanne Dewaere, giunta a Parigi come inviata di un'emittente statunitense all'epoca del Maggio francese, è rimasta a vivere in Francia come giornalista, e scrive réportage senza impegno politico.
I due si trovano loro malgrado coinvolti in una cruda vertenza sindacale; giunti alla fabbrica alimentare “Salumi” vengono chiusi nell'ufficio con il direttore che dovrebbero intervistare, l'italiano Marco Guidotti, che è stato sequestrato da una parte degli operai esasperati. Il direttore racconta alla giornalista, rivolgendosi alla macchina da presa, il proprio punto di vista sul miglioramento delle condizioni di lavoro e dei salari grazie al progresso tecnico e sociale favorito da un padronato illuminato.
Sopraggiungono i militanti del sindacato CGT, contrari all'azione di forza degli operai. Anche in questo caso il sindacalista delegato si rivolge direttamente allo spettatore, guardando in macchina, per sostenere che le azioni di forza di una minoranza di lavoratori estremisti sono controproducenti per la vertenza. Riescono a far uscire i giornalisti dalla stanza chiusa, ma Guidotti tenta di fuggire, allora gli operai richiudono di nuovo tutti e tre.
Durante la notte Suzanne esce a ascoltare il racconto delle operaie, che oltre a subire lo sfruttamento del padrone soffrono anche le grossolane avances dei colleghi e dei quadri. Tocca ai gauchistes che hanno sequestrato il direttore raccontare le proprie ragioni alla macchina da presa, e sono storie di sfruttamento e salari scarsi. Finalmente gli ostaggi vengono rilasciati, gli operai chiedono scusa a Suzanne e al marito, che accettano di parlare con loro. Per capire cosa significa lavorare in fabbrica, si cimentano a fabbricare salami insieme a loro.
Ognuno torna al suo lavoro. L'articolo che Suzanne scrive sull'occupazione viene rifiutato dalla redazione. Lui torna ai suoi spot pubblicitari, ma comincia anche una riflessione su tutto ciò che è accaduto a partire dal Sessantotto, e rimette in discussione il proprio scarso impegno politico. Hanno anche problemi di coppia, Suzanne è in crisi perché non vuole più leggere alla radio le consuete notizie consolatorie, si rende conto di avere in comune con il marito soltanto i pasti e il letto.
La polizia sgombera con la forza la fabbrica occupata. Suzanne si reca in un supermercato per un servizio che, teme, sarà di nuovo rifiutato dal suo responsabile. Qui è testimone dell'incursione di un gruppo di ragazzi che si fanno promotori di un esproprio e incitano i clienti a uscire senza pagare, poi si scontrano con la polizia. Il film termina con Suzanne e il marito che si incontrano di nuovo in un caffè, ricominciano a parlarsi e, dice la voce fuori campo, incominciano a “pensarsi storicamente”.

## Produzione
Dopo gli anni dell'impegno politico che seguono il Sessantotto e della messa in discussione del sistema-Cinema, Godard e Gorin devono riconoscere che per fare un film d'avanguardia destinato non solo a un ristretto pubblico d'élite, è necessario impiegare capitali e vedettes di livello internazionale. Questa è la ragione per cui accettano di fare questo film con codici produttivi e convenzioni artistiche che loro stessi hanno definito “borghesi”.
(Jean-Pierre Gorin)
I due accettano la proposta del produttore Jean-Pierre Rassam perché le casse del Gruppo Dziga Vertov sono vuote; entrambi subodorano che sarà la fine di questa esperienza collettiva che portano avanti dal 1969. Riescono a imporre al produttore, che ha una relazione con Isabel Pons, membro del Gruppo, di coinvolgere anche gli altri tecnici dello Dziga Vertov.
Il film viene girato in poco meno di sei settimane dal 17 gennaio al 23 febbraio 1972, appena Godard può reggersi in piedi dopo il grave incidente automobilistico del luglio 1971 in pieno centro di Parigi. I lavori erano stati rimandati perché le due star Yves Montand e Jane Fonda rifiutavano di essere dirette sul set da Jean-Pierre Gorin. 
Dopo l'uscita nelle sale francesi nell'aprile 1972, il film debutta in Italia a Venezia a settembre. Invitato da Gian Luigi Rondi a far parte della selezione ufficiale della Mostra del cinema, il film viene "ritirato" dagli autori pochi giorni prima e proiettato nell'ambito della manifestazione alternativa Giornate del cinema italiano su invito degli organizzatori di quest'ultima. Duramente contestato dal pubblico veneziano e dal regista italiano Elio Petri, Godard risponde: «In questi quattro anni abbiamo avuto tutto il tempo di cambiare atteggiamento. Il nostro atteggiamento attuale è quello di approfittare di ogni occasione che procuri pubblicità alle nostre opere, che consenta di far conoscere le nostre idee. Avremmo desiderato andare al Lido, è vero, ma è altrettanto vero che abbiamo scelto l'antifestival, senza esitazione, appena gli autori italiani ce l'hanno chiesto.»
In più di un senso, si tratta davvero un “ritorno” di Godard al grande cinema, e per il pubblico è favorito dal fatto che la protagonista sia una statunitense a Parigi come Jean Seberg nel suo primo lungometraggio, À bout de souffle e parli francese con quell'accento straniero che lui adora (come la prima moglie del regista, Anna Karina).
Per l'ultima volta appare in un film di Godard, in una particina minore (una militante nella scena del supermercato), la sua seconda moglie Anne Wiazemsky, dalla quale vive separato (divorzieranno solo nel 1979). Al di là di questa ultima testimonianza, Tout va bien rimane un'allegoria della sinistra che giunge alla sua fine dopo la stagione del Maggio francese.

## Critica
Alla ricercata “trasparenza” sui meccanismi e i costi della produzione corrisponde la trasparenza teatrale della fabbrica, ricostruita negli studi Éclair a Épinay-sur-Seine e ripresa in sezione per mostrare contemporaneamente sullo schermo tutti i locali disposti sui tre piani, dove si muovono in stanze diverse il direttore e i giornalisti, gli operai occupanti, i sindacalisti e gli altri operai. Al di là del riferimento diretto alla scenografia di L'idolo delle donne di Jerry Lewis, sembra d'obbligo il richiamo al teatro, soprattutto (e per l'ultima volta in Godard) a Bertolt Brecht: un omaggio al teatro politico che chiude non solo l'avventura del Gruppo Dziga Vertov ma fa anche calare il sipario sulle energie creative scatenate dal Sessantotto francese. L'officina viene costruita come una gigantesca casa di bambole, 30 metri di lunghezza per tre piani, la scenografia più grande e costosa di Godard se si eccettua quella colossale del successivo Passion.
Originale è anche la scena dell'incursione al supermercato Carrefour, diretta conseguenza del lavoro di Godard sul piano sequenza portata avanti nei film pre-'68 (uno per tutti, Week End): la macchina da presa carrella avanti e indietro mantenendosi dalla parte opposta delle casse per mostrare diversi episodi che si svolgono tra gli scaffali. Il piano sequenza inizia alla prima cassa sinistra, la carrellata continua fino all'ultima cassa mostrando i clienti in coda per pagare, e Suzanne che passeggia prendendo appunti su un taccuino e domandandosi se anche il pezzo che scrive sarà cassato. Giunta all'estrema destra, dopo l'ultima cassa, la macchina da presa rivela l'entrata degli studenti che si disperdono. Il movimento si inverte verso sinistra e indugia in corrispondenza di un militante che vende, in mezzo agli scaffali, il programma scontato del Partito Comunista Francese come se fosse un prodotto qualsiasi; i ragazzi si fermano a porgli domande che lui prende per provocazioni.
La carrellata continua fino al punto di partenza, a sinistra, mostrando i giovani che cominciano a gettare merci alla rinfusa nei carrelli dei clienti e li incitano a uscire senza passare dalla cassa; le cassiere guardano la scena sedute al proprio posto, la macchina da presa torna di nuovo verso destra seguendo la lunga fila di carrelli pieni fino all'orlo, poi si assiste al sopraggiungere dei poliziotti che distribuiscono manganellate e, in qualche caso, si appropriano anche di prodotti. La scena dura in totale 10 minuti, ed è ripresa in un unico piano sequenza.
Godard rappresenta un caso esemplare del conflitto tra la volontà di testimonianza anonima e la tentazione di espressione personale. In effetti inizialmente sinceramente privilegiò un lavoro in comune. È stato scritto ancora che se Chris Marker intese negare completamente il sistema cinema dall'esterno, favorendo la nascita di un autentico cinema operaio, Godard sperò di farlo scoppiare dall'interno portando la rivoluzione cinematografica fino alle sale di proiezione Gaumont. Sembrò rinunciare quindi alla militanza underground ottenendo dalla produzione l'accordo per due vedette internazionali al tempo situate molto a sinistra, Jane Fonda e Yves Montand. In tal modo Godard impose al pubblico dello star-system un autentico film militante dove le due vedette vengono messe da parte fin dalle prime scene venendo ad essere il fulcro del film il sequestro del padrone da parte degli operai. Tale modo operativo non ebbe seguito in quanto i produttori non si sarebbero lasciati ingannare una seconda volta. Godard stesso sembra non credere più al cinema e decide di ritirarsi a Grenoble per dedicarsi al piccolo schermo.